# Skoke
Skoke so naselje v Občini Miklavž na Dravskem polju. Skoke so znane po letališču na katerem deluje najstarejši slovenski aeroklub Letalski center Maribor. Od prve omembe naselja do srede 19. stoletja
Skoke sodijo med najstarejše srednjeveške naselbine na Dravskem polju. Naselje je dobilo ime po srbskih prideljencih - Uskokih, ki so se tukaj naselili v 16. stoletju, ko so od Avstrije dobili v zahvalo zemljo za boj proti Turkom. Sredi 16. stoletja naj bi v Skokah živelo okoli 40 ljudi. Del Uskokov je zaradi slabe rodovitnosti zemlje kmalu zapustil Skoke, drugi del pa se je kmalu asimiliral s Slovenci. Priimki, ki kažejo na uskoško poreklo, so Beranič in Jurančič.
Od srede 19. stoletja do 1918
Leta 1869 so Skoke štele 120 prebivalcev, leta 1910 pa 161. V letu 1904 je bilo v naselju 26 hiš, od tega 13 kmečkih. V tem času naj bi skozi naselje tekel Hoški potok, v bližini vaške kapele pa je stal vodni mlin.
Obdobje od 1918 do 1945
Leta 1931 je v Skokah živelo 207 ljudi, do konca druge svetovne vojne je število prebivalcev le malo naraslo. Skoke so se razvijale podobno kot Dobrovce, saj sta naselji med seboj povezani tako prometno kot upravno. Zaradi bližine Dobrovc v tem času v Skokah niso zgradili gostilne ali trgovine.
Obdobje od 1945 do 1961
Leta 1948 je v Skokah živelo 239 prebivalcev, do leta 1953 pa je njihovo število naraslo le za enega prebivalca. Ob koncu druge svetovne vojne so bili prebivalci z zakonom zavezani, da morajo odstopiti del pridelka, kmet pa brez dovoljenja ni smel klati živine, poleg tega pa je moral biti vključen v zadrugo. Do leta 1949 so se razmere umirile in kmetje so začeli izstopati iz zadruge. Z nacionalizacijo so kmetom odvzeli vso zemljo nad 10 hektarjev, zaradi česar se je večina prebivalcev zaposlila v Mariboru, s kmetijstvom pa so se ukvarjali po delu. Leta 1953 se je aeroklub Letalski center Maribor preselili iz letališča Tezno v Mariboru v Skoke. Domačini so od takrat ponosni na svoje letališče in je del identitete Skok, saj jih veliko tudi aktivno leti v klubu.
Obdobje od 1961 do 1981
Leta 1961 so Skoke štele 305, leta 1971 pa 390 prebivalcev. Ob koncu 60. let se je začela gradnja in asfaltiranje ceste Miklavž - Dobrovce - Skoke - letališče, pri čemer so z lastnimi rokami pomagali tudi prebivalci Skok. Leta 1976 je bilo zgrajeno letališče Maribor. Leta 1978 je bilo organizirano asfaltiranje ulic v Skokah.
Obdobje od 1981 do 1999
Do leta 1981 je število prebivalcev Skok hitro naraslo na 663, leta 1991 pa na 753 prebivalcev. Leta 1981 je bilo zgrajeno telefonsko omrežje, v naslednjem letu pa je bil končan Dom krajanov Skoke. Leta 1987 je bilo zgrajeno vodovodno omrežje. V letu 1991 dobijo Skoke prvo samopostrežno trgovino. Leta 1992 je bilo zgrajeno kabelsko omrežje. Leta 1999 so Skoke postale del občine Miklavž na Dravskem polju. Predstavnika Skok sta bila Verica Mom in Rajko Šrimpf.

## Ulice
V Skokah najdemo 21 ulic:
- Cvetlična ulica,
- Holcerjeva ulica,
- Horvatova ulica,
- Jerebova ulica,
- Kratka ulica,
- Letališka ulica,
- Mejna ulica,
- Peršikova ulica,
- Poljska cesta,
- Ravna ulica,
- Sadjarska ulica,
- Smukova ulica,
- Stranska ulica,
- Strmška ulica,
- Taborniška ulica,
- Ulica Ludvika Plambergerja,
- Ulica Maglicevih,
- Ulica Trškovih,
- Uskoška ulica,
- Zvezna ulica in
- Žitna ulica